# Building Stories
Building Stories est un roman graphique de l'auteur et dessinateur américain Chris Ware, publié en 2012. L'ouvrage se caractérise par sa forme non conventionnelle, se présentant sous forme d'un coffret en carton contenant 14 formats illustrés différents, sans ordre préétabli.

## Présentation de l'ouvrage

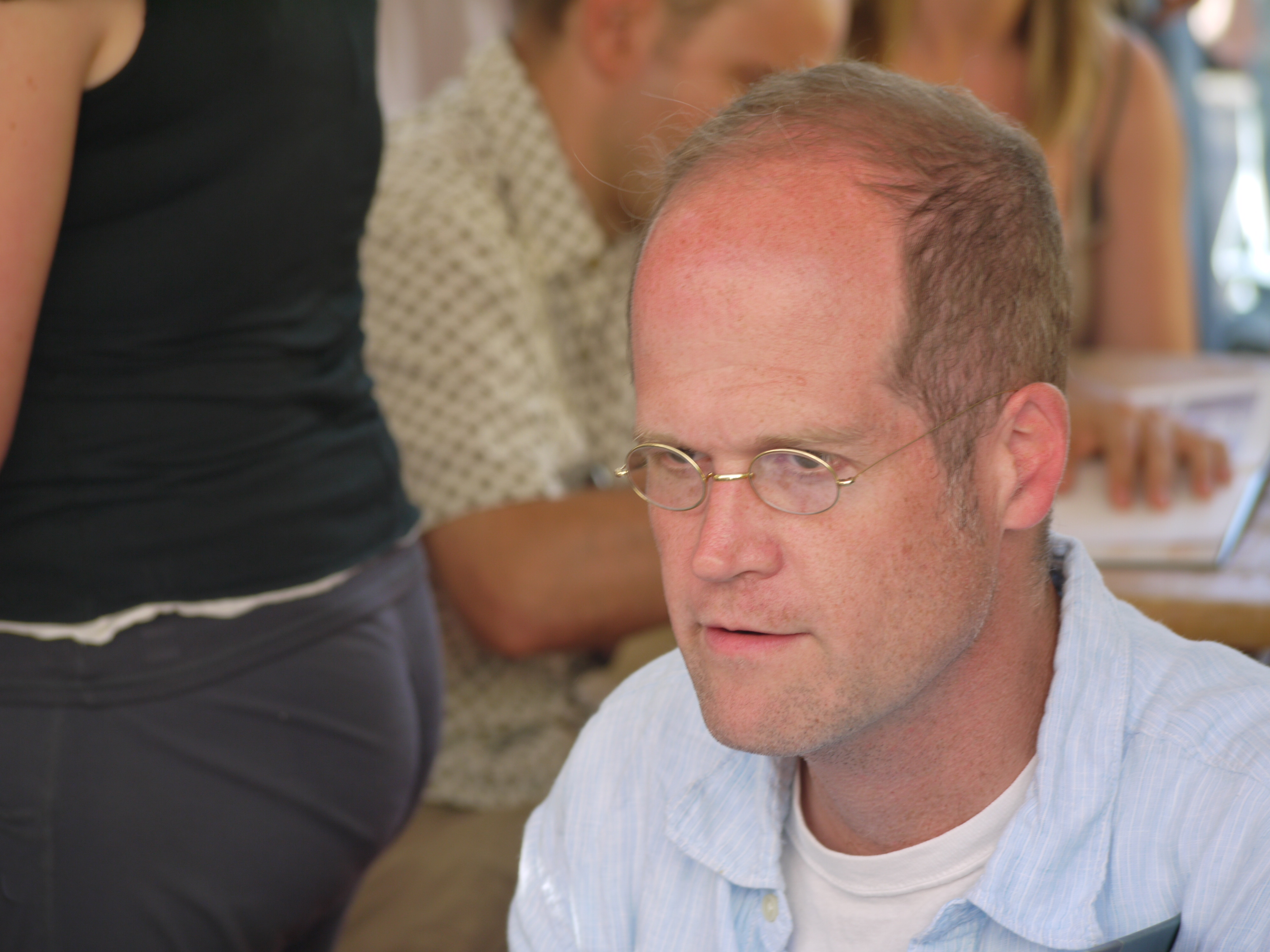
L'auteur Chris Ware en 2009 au festival de Sollies Ville (France).

Building Stories est publié en 2012 chez l'éditeur Pantheon sous forme d'un coffret rassemblant 14 livrets et opuscules de formats et types variés. Il est publié en français en 2014 chez Delcourt. 
L'ensemble traite principalement de la vie d'une jeune femme mais aussi d'autres personnages qui habitent le même petit immeuble situé à Chicago. L'absence de lien séquentiel ou chronologique évident entre les différents livrets oblige le lecteur à construire lui-même l'histoire pour en retrouver les logiques internes. Le titre anglais de l'ouvrage renvoie à ce principe, car on peut entendre « building stories » comme « histoires d'un immeuble » ou comme « histoires à construire ».

### Résumé
Le personnage principal de Building Stories est une jeune femme brune dont le nom n'est pas donné et qui a perdu sa jambe gauche lors d'un accident de bateau survenu lors de son enfance. Elle s'installe au dernier étage d'un immeuble de trois appartements. En dessous habite un couple qui ne cesse de se disputer et, au premier niveau, la propriétaire, une femme âgée.
L'ouvrage suit la vie de la femme qui habite cet immeuble dans la vingtaine, puis s'installe dans la banlieue de Chicago après son mariage et la naissance de sa fille.
Quelques uns des formats illustrés inclus dans l'ouvrage sont centrés sur la vie de la propriétaire de l'immeuble de Chicago, du couple habitant le second niveau et de « Branford the best bee in the world », personnage d'une histoire que la femme brune lit à sa fille Lucy. L'immeuble lui-même est présenté comme un personnage avec des pensées dans l'histoire.

### Format
L'ouvrage se présente sous la forme d'une boîte lourde et volumineuse contenant 14 formats sans titre
- un livre de 32 pages, avec une reliure dorée, indiquant « September 23rd, 2000 » en page de garde
- un livre de 52 pages, avec une reliure en tissu
- un livret de 52 pages, format comic strip, sans aucun texte
- une bande dessinée de 24 pages, indiquant « Branford the best bee in the world » en première page
- un dépliant double face montrant le personnage principal dans la neige
- un dépliant double face montrant le personnage principal avec sa fille
- une bande dessinée de 16 pages centrée sur la vieille femme du premier étage
- une bande dessinée de 16 pages centrée sur le couple du second étage
- une bande dessinée de 20 pages, indiquant « Disconnect » sur la première page
- un poster plié en deux
- un journal de 4 pages « The Daily Bee », centré sur l'abeille Branford
- un grand format de 4 pages
- un grand format de 20 pages
- un plateau cartonné plié en accordéon[4]

Le format de l'ouvrage est inspiré en partie par les boîtes-en-valise de Marcel Duchamp et les assemblages de Joseph Cornell

## Récompenses
Building Stories est couronné en 2013 à l'occasion de la 25e cérémonie annuelle des Will Eisner Comic Industry Awards. L'ouvrage remporte les prix de quatre catégories sur les cinq où il était nommé : meilleur roman graphique, meilleur auteur, meilleur lettrage, meilleure maquette. C'est le meilleur livre de 2012 pour Publishers Weekly, et il fait partie des 10 meilleurs livres de 2012 pour The New York Times et Time Magazine.
En 2015, Building Stories se voit décerner le prix spécial du jury du festival d'Angoulême.

## Éditions
- 2012 : Pantheon Books (en anglais)
- 2014 : Delcourt,  (ISBN 2756035971) (en français)

### Pré-publications
Une partie des histoires avait déjà été publiée auparavant dans la série Acme Novelty Library, ainsi que dans diverses publications, magazines et journaux tels que Nest, The Chicago Reader ou encore The New York Times Magazine.